# Schubert: Male Choruses
Schubert: Male Choruses är ett musikalbum med manskören Orphei Drängar under ledning av Robert Sund. På skivan sjunger OD bara musik av kompositören Franz Schubert. Som gäster medverkar även Malena Ernman, Jonas Degerfeldt och Folke Alin. Och som medverkande stråkorkestrar är Sveriges Radios symfoniorkester och Kungliga Filharmonikerna.

## Innehåll
All musik är skriven av Franz Schubert.
1. "Nachtgesang im Walde, Op. 139" – 5:35
  - Text: Johann Gabriel Seidl (1804-1875)
2. "Die Nacht, Op. 17 No. 4" – 3:06
  - Text: Friedrich Krummacher (1767-1845)
3. "Der Gondelfahrer, Op. 28/D. 809" – 2:58
  - Text: Johann Mayrhofer (1787-1836)
4. "Sehnsucht, D. 656" – 4:38
  - Text: Johann Wolfgang von Goethe (1749-1832)
5. "Im Gegenwärtigen Vergangenes, D. 710" – 7:30
  - Text: Johann Wolfgang von Goethe (1749-1832)
6. "Liebe" – 3:20
  - Text: Friedrich von Schiller (1759-1805)
7. "Ständchen, Op. 135" – 5:45
  - Text: Franz Grillparzer (1791-1872)
8. "Grab und Mond, D. 893" – 3:55
  - Text: Johann Gabriel Seidl (1804-1875)
9. "Der 23. Psalm (Gott ist mein Hirt), Op. 132" – 5:23
10. "Die Einsiedelei, D. 337" – 2:15
  - Text: Johann Gaudenz von Salis-Seewis (1762-1834)
11. "Nachthelle, Op. 134" – 4:41
  - Text: Johann Gabriel Seidl (1804-1875)
12. "Trinklied aus dem 14ten Jahrhundert, Op. 155" – 1:32
  - Text: Anonym
13. "Dreifach ist der Schritt der Zeit" – 4:03
  - Text: Friedrich von Schiller (1759-1805)
14. "Geist der Liebe, Op. 11 No. 3" – 5:08
  - Text: Friedrich von Matthisson (1761-1831)
15. "Gesang der Geister über den Wassern, Op. 167/D. 714" – 12:28
  - Text: Johann Wolfgang von Goethe (1749-1832)

Total tid: 74:16

## Medverkande
- Orphei Drängar
- Robert Sund — dirigent
- Malena Ernman — alt
- Jonas Degerfeldt — tenor
- Folke Alin — piano
- Sveriges Radios symfoniorkester
- Kungliga Filharmonikerna